# 横手美智子
橫手美智子（日语：／ Yokote Michiko），日本女編劇。出身於熊本縣。

## 來歷
橫手美智子是伊藤和典的頭號女弟子。1990年，當她準備找工作時，被師父要求她寫一個本身以前從未寫過的劇本（《機動警察》電視系列第12話）。並作為編劇首次亮相。
從《熱帶雨林的爆笑生活》開始，經常參與水島努的作品，近年來她與吉田玲子一起為水島努的作品撰寫了《魔女的使命》和《白箱》等劇本。

## 人物
在她網路上發表的日記中，「橫手美智子」是該單位名稱，由管理人員、劇情人員、對話人員三人組成，而「橫手美智子」是該人的真實姓名，但由於它是用一種可以理解為玩笑的方式寫的，所以不清楚它的真實性或虛假性。曾與橫手合作過多部作品的動畫導演高松信司稱其為「都市傳說」。

## 風格
她為特攝影集《燃燒吧!! 小露寶》、《魔法戰隊魔法連者》及《獸拳戰隊激氣連者》編寫了主要以家庭、兄弟情誼和政權更迭為主題的劇本。在2010年的《天裝戰隊護星者》中，她第2次擔任超級戰隊系列的主要作家，這裡也描繪了上述主題。另一方面，她對敵人的角色是否會改變自己的方式持懷疑態度，並且更喜歡嚴厲的描述，比如「他們必須為迄今為止所做的壞事承擔責任」。另外，即使這樣的人物沒有得救而死亡，也是基於嚴酷的描述，認為這是他們自己造成的，並且透過加入家庭和兄弟姐妹的聯繫，觀眾可以為他們的同情做好準備。

## 參加作品
粗體字表示劇本統籌、主要作家擔當作品。

### 電視動畫
1989年
- 機動警察
- 亂馬½ (1989年版)
- 亂馬½ 熱鬥篇

1996年
- 逮捕令
- 浪客劍心 (1996年版)

1998年
- 幸運女神 小不隆咚便利多多
- 星際牛仔

1999年
- 神風怪盜貞德
- 天使不設防！
- 魔法使俱樂部

2000年
- 幻想魔傳 最遊記
- 隨風飄的月影蘭
- 奇異的破曉（日语：ストレンジドーン）
- 萬有引力
- 金田一少年之事件簿

2001年
- 熱帶雨林的爆笑生活[4]
- 逮捕令 SECOND SEASON
- 棋魂
- 棋魂特別篇：邁向北斗盃之路[注 2]

2002年
- .hack//SIGN
- 東京地底奇兵
- 彩夢芭蕾
- 七人之奈奈
- 火影忍者

2003年
- 真珠美人魚（原作、漫畫版原作）
- 空中大師（日语：エアマスター）[5]

2004年
- Keroro軍曹
- 不平衡抽籤[注 3]
- 棉花糖樂園
- BLEACH
- 現視研

2005年
- 草莓棉花糖
- 冰上萬花筒
- 血戰

2006年
- 怪 ～ayakashi～「化貓」
- xxxHOLiC[6]
- 銀魂
- 數碼寶貝拯救者
- 牙 -KIBA-（日语：牙 (アニメ)）

2007年
- 現視研2
- 王牌投手 振臂高揮
- 物怪 ※名義。

2008年
- xxxHOLiC◆繼
- 純情羅曼史
- 純情羅曼史2
- 隱王[7]

2009年
- 鋼殼都市雷吉歐斯
- 戰場女武神[8]
- 加奈日記
- 奇蹟少女KOBATO.
- 塔麻可吉！

2010年
- 侵略！花枝娘

2011年
- 世界一初戀
- 世界一初戀2
- 侵略!? 花枝娘
- C³ -魔幻三次方-

2012年
- 塔麻可吉！Yume Kira Dream
- BRAVE10
- 白熊咖啡廳
- 緋色的碎片
- 緋色的碎片 第二章
- 聖鬥士星矢Ω
- 女子落
- TARI TARI
- 只要妳說妳愛我
- IXION SAGA DT
- 元氣少女緣結神

2013年
- 塔麻可吉！Miracle Friends
- 戰勇。
- 玉子市場
- RDG 瀕危物種少女
- 現視研 二代目
- 魔界王子 devils and realist
- 來自風平浪靜的明日

2014年
- GO-GO 塔麻可吉！
- 農林
- 魔女的使命
- LOVE STAGE!!
- 女友伴身邊
- 暴坊力士!! 松太郎（日语：のたり松太郎）
- 白箱

2015年
- 美男高校地球防衛部LOVE！
- 境界之輪迴[9]
- 山田君與7人魔女[10]
- 純情羅曼史3
- 監獄學園
- 那就是聲優！
- 阿松
- 與魔共舞
- 對魔導學園35試驗小隊

2016年
- 境界之輪迴（第2系列）
- 石膏男孩
- 粗點心戰爭
- 莉露莉露妖精 ～妖精之門～
- ReLIFE[11]
- 驅魔少年 HALLOW
- 半田君傳說
- 美男高校地球防衛部LOVE！LOVE！
- 齊木楠雄的災難
- 我太受歡迎了，該怎麼辦？

2017年
- 境界之輪迴（第3系列）
- 政宗君的復仇
- 時間支配者
- 騎士&魔法
- 泥鯨之子們在沙地上歌唱[12]

2018年
- 粗點心戰爭2
- 擅長捉弄人的高木同學[13]
- 漫畫女孩
- 溫泉屋小女將
- Happy Sugar Life
- 弦音 -風舞高中弓道部-
- 擁抱！光之美少女

2019年
- 百慕達三角 ～多彩田園曲～
- 荒野的壽飛行隊
- 滿腦都是○○的我沒辦法談戀愛
- 實況主的逃脫遊戲【直播中】

2020年
- 理科生墜入情網，故嘗試證明。

2021年
- 天地創造設計部
- 賈希大人不氣餒！

2022年
- TRIBE NINE
- 最遊記RELOAD -ZEROIN-[注 4]
- 史上最強大魔王轉生為村民A
- 徹夜之歌
- 新來的女傭有點怪

2023年
- 擁有超常技能的異世界流浪美食家[14]
- 不當哥哥了！[15]
- 滿懷美夢的少年是現實主義者[16]
- 弦音 -相繫的一射-
- 政宗君的復仇R

2024年
- 北海道辣妹金古錐
- 終末的火車前往何方？[17]
- 失憶投捕
- 黑執事 -寄宿學校篇-
- 吸血鬼男子宿舍
- 夜櫻家大作戰[18]
- 雙生戀情密不可分[19]
- 噗妮露是可愛史萊姆[20]

2025年
- 琉璃的寶石[21]
- 氣絕勇者與暗殺公主（日语：気絶勇者と暗殺姫）[22]
- 為丑女獻上花束
- 和雨·和你

時期未發表
- 不動聲色的柏田與喜形於色的太田[23]

### 電影動畫
- 劇場版 幸運女神
- 聖鬥士星矢 天界篇 序奏 ～overture～[注 5]
- 劇場版 BLEACH The DiamondDust Rebellion 鑽石星塵的反叛
- 蠟筆小新：我的超時空新娘
- 豆打地平線[24]
- 劇場版 白箱[25]
- Bright：Samurai Soul
- 劇場版 弦音 -起始的一射-（編劇監修[26]）

### OVA
- 機動警察 NEW OVA
- 逮捕令
- 超機動傳說Dinagiga（日语：超機動伝説ダイナギガ）
- 熱帶雨林的爆笑生活DELUXE、FINAL
- 聖鬥士星矢 冥王哈帝斯十二宮篇
- 伊里野的天空、UFO的夏天
- 福星小子 障礙物游泳大會（日语：うる星やつら ザ・障害物水泳大会）
- 侵略!! 花枝娘
- 少女愛上姊姊 二人的ELDER THE ANIMATION
- 輕鬆百合 署假時光！
- 監獄學園

### 電視劇
- 燃燒吧!! 小露寶
- 特搜戰隊刑事連者
- 魔法戰隊魔法連者
- 獸拳戰隊激氣連者
- 天裝戰隊護星者
- 魔進戰隊煌輝者
- SEDAI WARS

### 網路動畫
- Bright：Samurai Soul
- GOOD NIGHT WORLD[27]
- 格林童話變奏曲[28]

### 著作
- 機動警察〈2〉語法錯誤
- 機動警察〈3〉第三任務
- 機動警察〈4〉黑傑克 前篇
- 機動警察〈5〉黑傑克 後篇
- 逮捕令 私密文件M&N
- 星際牛仔 Wild Man Blues
- 棋魂 Boy Meets Ghost
- 棋魂 KAIO vs.HAZE
- 不平衡抽籤
- 不平衡抽籤（2）
- 不平衡抽籤（3）
- .hack//ZERO Phantom Pain

### 廣播劇CD
- Cho美女與野獸（日语：ちょーシリーズ）

### 遊戲
- 女友伴身邊(♪)（編劇監修）

## 腳註

## 相關項目
- 日本動畫師列表（日语：アニメ関係者一覧）

## 外部連結
- （日語）—橫手美智子的官方個人網站。
- （日語）[]